# Bajo la sal
Bajo la sal és una pel·lícula mexicana dirigida per Mario Muñoz Espinosa i estrenada al Festival Internacional de Cinema de Morelia de 2008. Es tracta de l'opera prima del director Mario Muñoz, que va triar treballar sobre el guió de La venganza en el valle de las muñecas per a realitzar aquest thriller policíac. Es va filmar en una salinera de 33 mil hectàrees situada a Guerrero Negro, estat de Baixa Califòrnia Sud, al nord-oest de Mèxic. La pel·lícula tracta una problemàtica similar a la de Ciudad Juárez i els assassinats de dones.

## Dades i xifres
- L'equip de filmació va trigar a traslladar-se 4 dies fins a la salinera, a causa de l'inhòspit del camí i al fet que van haver de viatjar per terra, mar i aire per a arribar.
- D'acord amb Mario Muñoz la pel·lícula va demorar dos anys a començar perquè es van triar minuciosament els actors que interpretarien els personatges principals de la trama.[4]

## Sinopsi
A Santa Rosa de la Sal, un poblat lligat a una salinera gegantesca, comencen a aparèixer cadàvers de dones als pantans de sal. Salazar, el cap de la policia local, s'espanta amb tal fet i demana ajuda a la capital. De la capital arriba la seva excompañero el Comandant Trujillo, qui més que anar en missió oficial a dalt perquè ho van donar de baixa en la capital i ho investiguen per un problema en el treball, presumiblement de negligència laboral i que li va costar la vida a algun(s) del seu(s) company(s). Junts i amb ajuda del metge de la salinera acudeixen a la funerària per a la autòpsia d'un dels cadàvers. Allí coneixen al fill de l'amo de l'establiment, Víctor, que és retret i assisteix a l'escola local on sovint té problemes d'indisciplina i que a més agrada de realitzar pel·lícules casolanes animades de terror. Víctor està enamorat d'Isabel, la cambrera de la cafeteria local El figón de sal.
Conforme Trujillo i Salazar avancen en la recerca van coneixent a altres personatges del poble, com el prefecte Domínguez, que és el director de l'única escola preparatòria de la regió. Totes les joves desaparegudes tenen en comú haver estudiat en aquesta escola. Trujillo sol·licita els papers de les alumnes mortes a Domínguez, però aquests no estan disponibles perquè es van perdre en un incendi alguns anys enrere.
Víctor corre amb un cop de sort en trobar-se amb Isabel al vetllatori de la seva amiga Brenda (una altra de les joves desaparegudes). Una vegada que tots dos es coneixen, Víctor decideix visitar Isabel, però arriba tard i la veu prenent un taxi. Decideix seguir al taxi fins a El Cielo, un bordell fora del poble on treballava Brenda. Víctor va a casa d'Isabel i li demana que deixi d'anar a El Cel a treballar, però ella li diu que l'endemà s'anirà a la capital. Tots dos es veuen assaltats per un personatge que no es distingeix i són segrestats fins a un celler abandonat.
Trujillo, que ja ha estat requerit per les autoritats de la capital, s'adona de l'absència de Víctor a la funerària. Entra a la seva habitació i s'adona que conserva retallades de periòdics de les joves desaparegudes, fotos dels cadàvers de la funerària, a més de la seva afició per les pel·lícules de terror, elements que ho fan creure que Víctor té alguna cosa a veure amb els assassinats.
Finalment Trujillo troba Salazar mort en la preparatòria, en lligar caps descobreix qui és l'assassí. Aconsegueix donar amb el celler abandonat on Domínguez ja ha assassinat Isabel i tortura Víctor perquè li confessi el que li ha dit a la policia d'ell. En arribar Trujillo rep una bala de Domínguez, qui al akhora cau víctima de Trujillo. Tots dos moren i la policia arriba per rescatar a Víctor. Temps després Víctor visita la tomba d'Isabel abans d'anar-se'n amb el seu pare de Santa Rosa de la Sal.

## Actors
- Humberto Zurita, com el Comandant Trujillo.

Expolicia, recentment donat de baixa, amb més de 30 anys de servei. Divorciat i que en assabentar-se que el seu excompañero Salazar necessita ajuda decideix anar a la salinera a fer l'única cosa que sap.
- Plutarco Haza, com el Prefecte Domínguez.

Prefecte o director de l'única preparatòria de la regió. La seva família era la propietària de tot, però el govern els va llevar anys enrere. Va tenir romanços amb diverses estudiants i va embarassar a Isabel, després la va obligar a avortar. En suïcidar-se la seva mare després de l'incendi de la preparatòria, ell va prendre el control de l'escola per trobar a l'alumna culpable de l'incendi. En aquest incendi en intentar salvar a la seva mare va sofrir severes cremades que el van obligar a hospitalitzar-se molt temps.
- Ricardo Polanco, com Víctor Zepeda.

Fill de l'amo de la funerària local. També estudia en la preparatòria local, on el prefecte Domínguez inicialment sent una certa empatia per ell i la seva situació. La seva mare va morir en un accident automobilístic mentre viatjava amb el seu pare. Ajuda al seu pare a arreglar als difunts en la funerària, ja que aquest últim va quedar molt afectat després de la mort de la seva esposa. Li agrada filmar pel·lícules de terror en stop motion amb ninots. És molt callat i no té amics ni a l'escola ni fora d'ella, fins a conèixer a Isabel de qui està enamorat i a qui vigila mentre aquesta treballa en El figón de sal.
- Irene Azuela, com Isabel Montaño.

Cambrera d' El figon de sal i ballarina de El Cielo. La seva mare va morir quan tenia 4 anys i no va conèixer al seu pare. Era amiga de Brenda i va tenir enamoriscaments amb l'ara prefecte Domínguez, de qui va avortar un fill. Després de l'avortament va començar a odiar al prefecte i va cremar l'escola.
- Emilio Guerrero, com el Cap Salazar.

Cap de la policia de Santa Rosa de la Sal, que es veu depassat per la situació i els escassos recursos amb què compta. Excompany de Trujillo que va decidir retirar-se a poble quiet per no sucumbir davant la pressió.
- Julio Bracho Castillo, com el Professor Magaña.

Professor de matemàtiques de la preparatòria local i que mostra menyspreu per Víctor. Li agrada visitar El Cielo.

## Premis
En la LI edició dels Premis Ariel va guanyar el Premi Ariel a la millor actriu (Irene Azuela), i va estar nominada a les categories de millors efectes visuals i millores efectes especials.